# Julian Cope
Julian David Cope, més conegut a Julian Cope, (Deri, Monmouthshire, Gal·les, 21 d'octubre de 1957) és un músic, autor, antiquari, musicòleg, poeta i promotor cultural anglès d'origen gal·lès.
Destacà prominentment l'any 1978 com a cantant i compositor a la banda de post-punk de Liverpool The Teardrop Explodes, fins que l'any 1983 inicià la carrera en solitari i treballà en d'altres projectes musicals com Queen Elizabeth, Brain Donor i Black Sheep. Cope també és autor d'obres sobre cultura neolítica, publicant The Modern Antiquarian el 1998, i un activista polític i cultural de renom amb un interès públic i notori per l'ocultisme i el paganisme. Escrigué els dos volums d'autobiografia Head-On (1994) i Repossessed (1999); els dos volums d'arqueologia The Modern Antiquarian (1998) i The Megalithic European (2004); i els tres volums de musicologia Krautrocksampler (1995), Japrocksampler (2007); i Copendium: A Guide to the Musical Underground (2012).
La seva família resideix al municipi anglès de Tamworth, Staffordshire, però ell nasqué al terme gal·lès de Deri, Monmouthshire, on els pares de la seva mare visqueren, mentre ella estava allà. Cope estigué amb la seva àvia materna prop d'Aberfan en el seu novè aniversari, el dia del desastre d'Aberfan de 1966, el qual descrigué com un esdeveniment clau de la seva infantesa.
Cresqué a Tamworth amb els seus pares i el seu germà petit Joss. Interpretà el paper d'Oliver al musical homònim, basat en la novel·la de Charles Dickens Oliver Twist i produït per l'Institut de Wilnecote. Assistí al City of Liverpool CF Mott Training College (actual Universitat John Moores de Liverpool) i fou en aquest indret on s'involucrà per primera vegada en la música.

## Obres escrites
- Head-on: Memories of the Liverpool Punk Scene and the Story of The Teardrop Explodes, 1976–82 (1994)
- Krautrocksampler: One Head's Guide to the Great Kosmische Musik – 1968 Onwards (1995)
- The Modern Antiquarian: A Pre-Millennial Odyssey through Megalithic Britain (1998)
- Repossessed: Shamanic Depressions in Tamworth & London (1983–89) (1999)
- The Megalithic European: The 21st Century Traveller in Prehistoric Europe (2004)
- Japrocksampler: How the Post-war Japanese Blew Their Minds on Rock 'n' Roll (2007)
- Copendium: An Expedition into the Rock 'n' Roll Underworld (2012)
- One Three One (2014)